# إيف أردن
إيف أردن (بالإنجليزية: Eve Arden) (ولدت 30 أبريل 1908 في ميل فالي بكاليفورنيا – وماتت 12 نوفمبر 1990 في لوس أنجلوس) هي ممثلة أمريكية.
بدأت أردن التمثيل في الأربعينيات في العديد من الأفلام والمسلسلات التلفزيونية. وعن دورها في فيلم «طالما القلب يخفق» عام 1946 رشّحت لنيل جائزة الأوسكار لأفضل ممثلة. ومثّلت بجانب جيمس ستيوارت في فيلم «تشريح جريمة قتل» عام 1959.
وفي التلفاز مثلت الدور الأساسي في مسلسل «آنستنا بروك». ثم كان لها برنامج خاص بها اسمه. ثم مثّلت أدواراً شرفية في عدة مسلسلات.
ماتت عن عمر 82 سنة بمرض السرطان والقلب. ودُفنت في مقبرة في ويستوود في كاليفورنيا.

## روابط خارجية
- إيف أردن على موقع IMDb (الإنجليزية)
- إيف أردن على موقع الموسوعة البريطانية (الإنجليزية)
- إيف أردن على موقع ألو سيني (الفرنسية)
- إيف أردن على موقع ميوزك برينز (الإنجليزية)
- إيف أردن على موقع تيرنر كلاسيك موفيز (الإنجليزية)
- إيف أردن على موقع أول موفي (الإنجليزية)
- إيف أردن على موقع قاعدة بيانات برودواي على الإنترنت (الإنجليزية)
- إيف أردن على موقع قاعدة بيانات الأفلام السويدية (السويدية)
- إيف أردن على موقع إن إن دي بي (الإنجليزية)
- إيف أردن على موقع ديسكوغز (الإنجليزية)